# Louis Puech
Cet article concerne l'homme politique. Pour le joueur de rugby et le vice-amiral, voir Louis Puech (rugby à XV) et Louis Alphonse Edmond Puech.
Pour les personnalités portant le même patronyme, voir Puech.
Louis Puech, né le 1er mai 1851 à Gavernac (commune de Bozouls, Aveyron) dans la maison natale de son grand-père tisserand, mort à quatre vingt-seize ans le 15 juillet 1947 dans sa propriété d'Aubignac (près de Bozouls), est un avocat et un homme politique de Gauche de la Troisième République.

## Biographie
Son père, Jean Puech, cultivateur illettré né à Saint-Julien-de-Rodelle en 1810, épouse la jeune Rose Guibert en 1849, fille orpheline du tisserand Georges Guibert née à Gavernac en 1829, qui lit et écrit et a hérité la maison familiale avec ses sœurs.
Quatre fils sont issus de cette union : Louis Puech en 1851 (avocat, député et ministre de la gauche radicale), Denys Puech en 1854 (sculpteur de nombreux monuments, fondateur du Musée Denys Puech de Rodez en 1910, directeur de la Villa Médicis à Rome), Germain Puech en 1857 (médecin), et Henri Puech en 1859 resté cultivateur à Gavernac.
Élevé dans la pauvreté de la terre et le respect du devoir, c'est grâce aux instances de sa mère, de famille artisanale modeste mais instruite, que Louis fait de bonnes études classiques au petit séminaire de Rodez. Devenu bachelier, il part faire son droit à Paris tout en étant journaliste d'opinion pour gagner sa vie d'étudiant. Il va voir Victor Hugo, dont il est un admirateur fervent, qui le pousse vers la carrière des Lettres, mais l'action politique est une vocation pour Louis Puech. Avocat au barreau de Paris en 1880, il s'y marie en 1884 avec Juliette Meissonnier née en 1867, élevée au couvent des Oiseaux. Ils auront cinq fils et une fille.
Louis Puech entre en politique en 1886 en défendant les mineurs grévistes de Decazeville (qui, à bout d'arguments, avaient défenestré le directeur des houillères, M. Watrin) ; puis en plaidant la cause des anarchistes Monod et Lucas.
Conseiller municipal de Paris de 1893 à 1898, élu député de la Seine en 1898 pour le 3e arrondissement de Paris et réélu jusqu'en 1932, ayant voté la séparation de l'Église et de l'État en 1905 avec succès, et sans succès l'abolition de la peine de mort en 1908, Louis Puech est très actif pendant plus de trente ans à l'Assemblée nationale (vice-président de la Chambre, rapporteur du Budget), avec la réputation inentamée d'homme probe et attentif.
Resté très attaché à son pays et aux siens, comme à son ami l'Abbé Bessou avec qui il parle occitan, il œuvre au versement de pensions aux vieux travailleurs et aux veuves, aux améliorations des chambres d'artisans du Marais ainsi qu'à la culture, en soutenant activement dans sa circonscription la sauvegarde de l'hôtel de Rohan qu'un scandale financier voue à la démolition. Il dénonce la mauvaise conservation et la pitoyable surveillance des archives des administrations coloniales en Afrique, dévoilant être en possession d'originaux qui n'auraient jamais dû traverser la mer. Son action pousse le ministère des Colonies à revoir l'organisation des archives en Afrique-Occidentale française. Il est ministre des Travaux publics, Postes et Télégraphes dans le deuxième gouvernement Aristide Briand, du 3 novembre 1910 au 24 février 1911.
Au cours de ses trente-quatre années de mandat, il fut inscrit aux groupes Radical-socialiste, Gauche radicale, Gauche radicale-socialiste, Républicain radical-socialiste, Radicaux de gauche.

## Décoration
- Médaille d'honneur des chemins de fer, échelon vermeil (de droit en tant qu'ancien ministre des Travaux publics)[2]
- Officier de la Légion d'honneur (1947)